# Hippocampus bargibanti
Hippocampus bargibanti – gatunek morskiej ryby igliczniokształtnej z rodziny igliczniowatych (Syngnathidae). Jest jednym z najmniejszych przedstawicieli rodzaju Hippocampus.

## Taksonomia
Pierwszy naukowy opis gatunku pojawił się za sprawą australijskiego ichtiologa i malakologa brytyjskiego pochodzenia Gilberta Percy’ego Whitleya w wydanym w 1970 Proceedings of the Linnean Society of New South Wales. W listopadzie 1969 podczas zwyczajnego zgromadzenia członków Linnean Society of New South Wales zaprezentował on okazy znajdujące się w zbiorach Muzeum Australijskiego. Lektotyp AMS I.15418-001 i paralektotyp AMS I.15418-002 zostały odłowione na głębokości 30 m w pobliżu miasta Numea na Nowej Kaledonii przez nowokaledońskiego akwarystę Georgesa Bargibanta.
Pławikonik ten jest klasyfikowany w rodzaju Hippocampus w rodzinie ryb igliczniowatych (2019). Nazwa rodzajowa pochodzi od połączenia greckich słów „íppos” (ίππος) – oznaczającego konia – i „kampé” (καμπή) – zakrzywiony, zakręcony. Epitet gatunkowy bargibanti odnosi się do nazwiska Georgesa Bargibanta.

## Występowanie
Jest to gatunek morski. Jego występowanie związane jest w sposób mocno skorelowany z koralowcami rodzaju Muricella. Występuje w wodach zwrotnikowych, w regionie zachodniego Indo-Pacyfiku, obejmując swym zasięgiem wody Australii, Filipin, Indonezji, Japonii, Malezji, Nowej Kaledonii, Papui-Nowej Gwinei, Wysp Salomona i Vanuatu. W podziale na regiony rybołówstwa FAO (ang. FAO Major Fishing Areas) notowany w regionach wschodniego (57) Oceanu Indyjskiego, a także północno-zachodniego (61) i środkowo-zachodniego (71) Oceanu Spokojnego.

## Morfologia

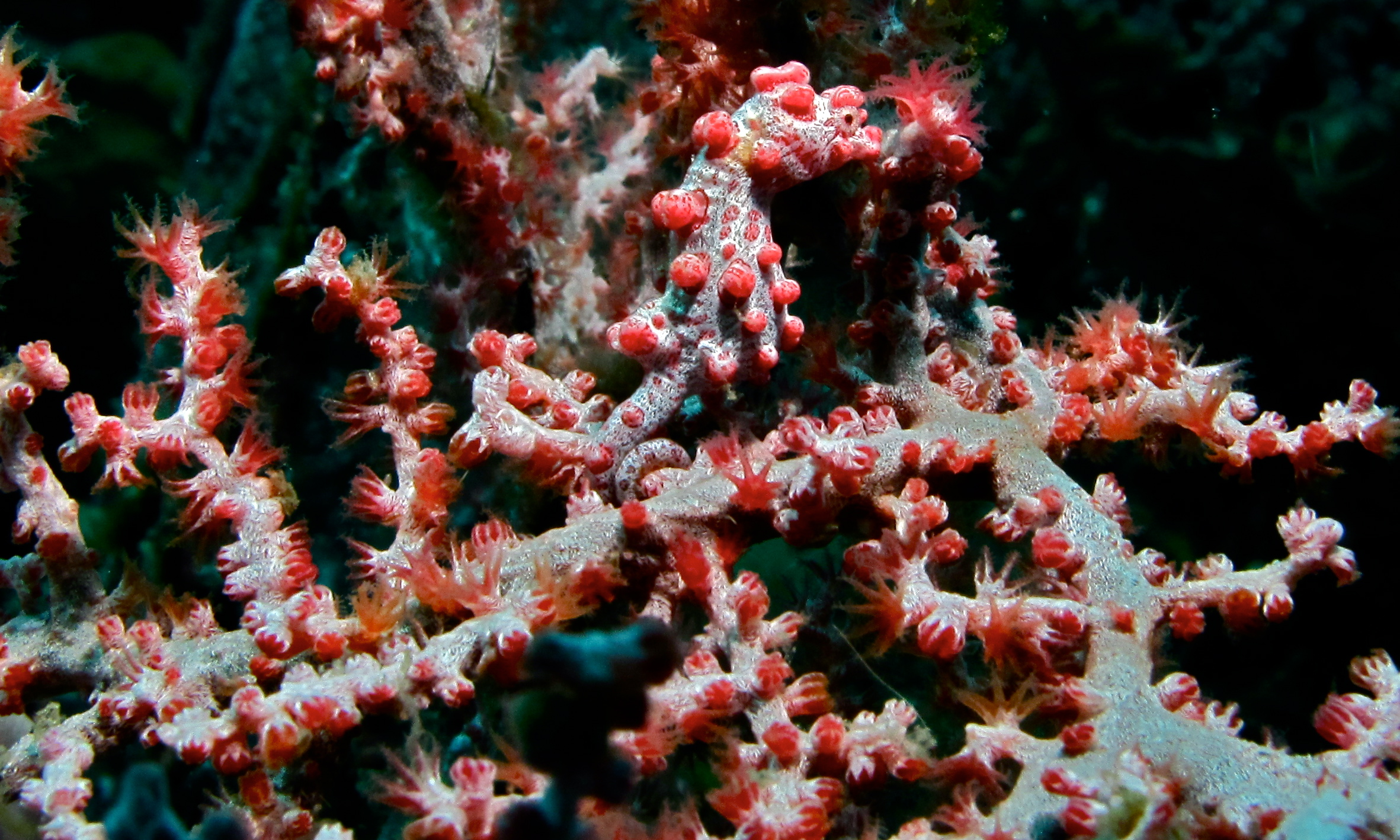
Hippocampus bargibanti wśród Muricella plectana

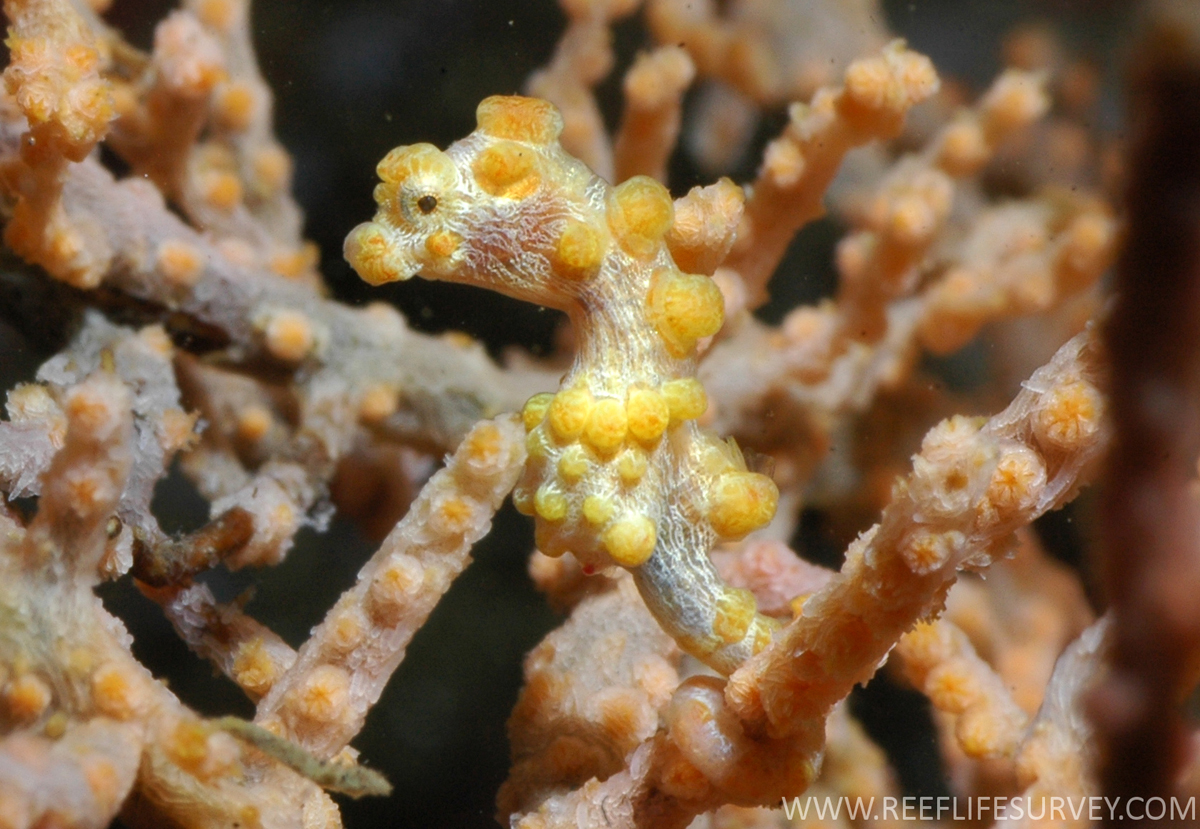
Hippocampus bargibanti wśród Muricella paraplectana

Jest małym konikiem morskim. Osiąga maksymalnie 2,4 cm długości całkowitej (TL). Pysk ma krótki – stosunek długości głowy do długości pyska wynosi od 4,1 do 5,4, przeważnie zaś 4,6. Oznacza to, że pysk H. bargibanti w stosunku do długości głowy jest jednym z najkrótszych wśród Hippocampus, relatywnie około 2,5 raza krótszy niż u pławikonika kolczastego (Hippocampus histrix), który charakteryzuje się jednym z najdłuższych pysków wśród Hippocampus. Skórny pancerz jest oparty na 11 lub 12 pierścieniach w części korpusowej i 31–33 (przeważnie 31–32) w części ogonowej. Występuje krótka płetwa grzbietowa rozpostarta na 13–15, przeważnie jednak 14, promieniach miękkich, której podstawa podtrzymywana jest przez trzy pierścienie części korpusowej. Płetwy piersiowe zaś są zbudowane z 10, czasami 11, promieni miękkich. Na całym ciele są nieregularnie rozmieszczone kolce, mocno zaokrąglone, przypominające kształtem guzki. Występują pojedyncze kolce nad okiem i na policzku. Korona, podobnie kolce na ciele, przyjmuje postać zaokrąglonej główki.
W celu ukrycia się przed drapieżnikami wykorzystuje kamuflaż. Upodobnia się kolorystycznie do koralowców z rodzaju Muricella. Przyjmuje ubarwienie jasnoszare lub fioletowe z różowymi lub czerwonymi guzkami, jeśli środowisku jego życia towarzyszą kolonie Muricella plectana, lub żółte z pomarańczowymi guzkami, które związane jest z koloniami Muricella paraplectana.

## Ochrona
Hippocampus bargibanti, podobnie jak wszystkie inne Hippocampus, wymieniony jest w załączniku II do Konwencji o międzynarodowym handlu dzikimi zwierzętami i roślinami gatunków zagrożonych wyginięciem (CITES). Międzynarodowa Unia Ochrony Przyrody (IUCN) klasyfikuje go w kategorii DD (ang. data deficient), tzn. jako gatunek o nieokreślonym stopniu zagrożenia. Trend populacji jest nieznany.